# Oxygène (album)
Oxygène is een album van Jean-Michel Jarre, zijn eerste reguliere studioalbum. Jarre produceerde het album in zijn eigen huis met behulp van een verscheidenheid aan analoge synthesizers en andere elektronische instrumenten en effecten. Het werd als eerste uitgebracht in Frankrijk in december 1976, op Disques Dreyfus met licentie voor Polydor. Buiten Frankrijk kwam de plaat in de zomer van 1977 op de markt. Het album werd een groot succes en was zeer invloedrijk in de ontwikkeling van elektronische muziek. Het is beschreven als het album dat "de synthesizerrevolutie van de jaren zeventig heeft ingeleid."

## Tracklist
1. "Oxygène (Part I)" – 7:40
2. "Oxygène (Part II)" – 8:08
3. "Oxygène (Part III)" – 2:55
4. "Oxygène (Part IV)" – 4:14
5. "Oxygène (Part V)" – 10:23
6. "Oxygène (Part VI)" – 6:20

## Geschiedenis
Voor 1976 had Jarre gehobbyd aan een aantal projecten, waaronder een onsuccesvol album (Deserted Palace uit 1972), reclamejingles en composities voor een ballet. Zijn inspiratie voor Oxygène kwam van een schilderij van de kunstenaar Michel Granger, dat aan hem werd gegeven door zijn toen toekomstige vrouw (nu ex-vrouw) Charlotte Rampling. Het schilderij toont een schedel, overlapt door de Aarde. Jarre kreeg toestemming van Granger om het schilderij voor de cover te gebruiken.
Jarre componeerde Oxygène over een periode van acht maanden met een aantal analoge synthesizers en een 8 sporencassette geïnstalleerd in de keuken van zijn appartement. Het was een lastige klus om een uitgever te vinden omdat het album "geen zangers had en geen echte (track)titels maar gewoon 'I', 'II', 'III', 'IV', 'V' en 'VI'".
Na enige tijd vond Jarre een uitgever, Francis Dreyfus, hoofd van Disques Motors (nu Disques Dreyfus). Dreyfus was de echtgenoot van een van Jarres medeleerlingen van de "Groupe de Recherches Musicales" van Pierre Schaeffer, waar Jarre had geleerd om met synthesizers te werken, met inbegrip van de EMS VCS 3, die een belangrijke rol in de muziek van Oxygène zou spelen. Hoewel Dreyfus aanvankelijk sceptisch was over elektronische muziek, gokte hij door te drukken in een oplage van 50.000 exemplaren. Uiteindelijk werden van het album 15 miljoen exemplaren verkocht.
Het motief van het nummer Oxygène IV is een variatie op een gedeelte van Popcorn van Gershon Kingsley. Eerder had Jarre Popcorn al gecoverd.
In 1997 bracht Jarre op Oxygène een vervolg uit, Oxygène 7-13. Ter gelegenheid van het 30-jarig jubileum van Oxygène werd in 2007 een nieuwe versie van Oxygène uitgebracht onder de titel Oxygène: New Master Recording, tevens verkrijgbaar met een dvd getiteld Oxygène: Live in  Your Living Room, waarop beelden te zien zijn van Jarre met zijn medewerkers Dominique Perrier, Claude Samard en Francis Rimbert, die Oxygène opvoeren inclusief niet eerder uitgebrachte gedeeltes. Op de gelimiteerde editie zijn deze beelden stereoscopisch; twee 3D-brillen zijn bijgeleverd. In december 2016, precies veertig jaar na de Franse release van Oxygène, verscheen het album Oxygène 3. Dit album, het laatste deel van een trilogie, werd daarnaast samen met Oxygène en Oxygène 7-13 uitgebracht in de boxset Oxygène Trilogy, waarbij Oxygène 7-13 werd hernoemd naar Oxygène 2 en een vernieuwde albumcover kreeg.

## Instrumentenlijst
- ARP 2600
- EMS Synthi AKS
- EMS VCS 3
- RMI Harmonic Synthesizer
- Farfisa-orgel
- Eminent Unique 310
- Mellotron
- Korg Minipops-7